# Puerto Cabezas
Puerto Cabezas è un comune del Nicaragua, capoluogo della Regione Autonoma Atlantico Nord.